# Piskî, Horodok
Piskî (în ucraineană Піски) este un sat în așezarea urbană Velîkîi Liubin din raionul Horodok, regiunea Liov, Ucraina.

## Demografie
Componența lingvistică a localității Piskî
     Ucraineană (100%)
Conform recensământului din 2001, toată populația localității Piskî era vorbitoare de ucraineană (100%).